# Corazón (album)
Corazón – dwudziesty drugi studyjny album zespołu Santana. Wydawnictwo ukazało się 8 maja 2014 roku nakładem wytwórni muzycznej RCA Records. Gościnnie w nagraniach wzięli udział m.in.: raper Pitbull i piosenkarka Gloria Estefan.
Album dotarł do 9. miejsca listy Billboard 200 w Stanach Zjednoczonych. Płyta znalazła 88 tys. nabywców w USA.

## Lista utworów
Opracowano na podstawie materiału źródłowego.
| Nr  | Tytuł utworu                                                                     | Długość |
| --- | -------------------------------------------------------------------------------- | ------- |
| 1.  | „Saideira – Spanish Version” (featuring Samuel Rosa)                             | 3:55    |
| 2.  | „La flaca” (featuring Juanes)                                                    | 4:10    |
| 3.  | „Mal bicho” (featuring Los Fabulosos Cadillacs)                                  | 3:37    |
| 4.  | „Oye 2014” (featuring Pitbull)                                                   | 3:22    |
| 5.  | „Iron Lion Zion” (featuring Ziggy Marley & ChocQuibTown)                         | 4:30    |
| 6.  | „Una noche en Napoles” (featuring Lila Downs, Niña Pastori & Soledad Pastorutti) | 4:29    |
| 7.  | „Besos de lejos” (featuring Gloria Estefan)                                      | 4:16    |
| 8.  | „Margarita” (featuring Romeo Santos)                                             | 4:01    |
| 9.  | „Indy” (featuring Miguel)                                                        | 3:26    |
| 10. | „Feel It Coming Back” (featuring Diego Torres)                                   | 4:09    |
| 11. | „Yo Soy La Luz” (featuring Wayne Shorter & Cindy Blackman)                       | 4:06    |
| 12. | „I See Your Face”                                                                | 1:18    |
|     |                                                                                  | 45:19   |

| Edycja rozszerzona | Edycja rozszerzona                                                               | Edycja rozszerzona |
| Nr                 | Tytuł utworu                                                                     | Długość            |
| ------------------ | -------------------------------------------------------------------------------- | ------------------ |
| 1.                 | „Saideira – Spanish Version” (featuring Samuel Rosa)                             | 3:55               |
| 2.                 | „La flaca” (featuring Juanes)                                                    | 4:10               |
| 3.                 | „Mal bicho” (featuring Los Fabulosos Cadillacs)                                  | 3:37               |
| 4.                 | „Oye 2014” (featuring Pitbull)                                                   | 3:22               |
| 5.                 | „Iron Lion Zion” (featuring Ziggy Marley & ChocQuibTown)                         | 4:30               |
| 6.                 | „Una noche en Napoles” (featuring Lila Downs, Niña Pastori & Soledad Pastorutti) | 4:29               |
| 7.                 | „Besos de lejos” (featuring Gloria Estefan)                                      | 4:16               |
| 8.                 | „Margarita” (featuring Romeo Santos)                                             | 4:01               |
| 9.                 | „Indy” (featuring Miguel)                                                        | 3:26               |
| 10.                | „Feel It Coming Back” (featuring Diego Torres)                                   | 4:09               |
| 11.                | „Yo Soy La Luz” (featuring Wayne Shorter & Cindy Blackman)                       | 4:06               |
| 12.                | „I See Your Face”                                                                | 1:18               |
| 13.                | „Saideira” (featuring Samuel Rosa)                                               | 3:55               |
| 14.                | „Beijo de Longe” (featuring Gloria Estefan)                                      | 4:17               |
| 15.                | „Amor Correspondido” (featuring Diego Torres)                                    | 4:10               |
|                    |                                                                                  | 57:41              |

## Listy sprzedaży
| Lista           | Kraj              | Pozycja |
| --------------- | ----------------- | ------- |
| Billboard 200   | Stany Zjednoczone | 9       |
| ARIA Charts     | Australia         | 67      |
| UK Albums Chart | Wielka Brytania   | 58      |
| OLiS            | Polska            | 10      |